# Wojciech Owczarek (duchowny)
Wojciech Stanisław Owczarek (ur. 31 grudnia 1875 w Łęgu Balińskim, zm. 30 września 1938 w Otwocku) – polski duchowny rzymskokatolicki, biskup pomocniczy włocławski w latach 1918–1938 (do 1925 kujawsko-kaliski), sługa Boży Kościoła katolickiego.

## Życiorys
Urodził się 31 grudnia 1875 w Łęgu Balińskim w rodzinie Józefa i Franciszki z domu Borzęckiej. Od 1887 do 1888 pobierał nauki w prywatnym progimnazjum w Sieradzu. Klasę I ukończył w Prywatnym Czteroklasowym Gimnazjum w Koninie (1888–1889), a klasy II–IV w Męskim Gimnazjum Klasycznym w Kaliszu (1889–1892). W latach 1892–1897 odbył studia w seminarium duchownym we Włocławku, a w latach 1897–1901 w Akademii Duchownej w Petersburgu, gdzie uzyskał magisterium z teologii. Na prezbitera został wyświęcony 3 lipca 1898 w katedrze włocławskiej przez biskupa pomocniczego kujawsko-kaliskiego Henryka Piotra Kossowskiego.
Jesienią 1901 przez dwa tygodnie był wikariuszem w Turku, po czym został powołany na drugiego sekretarza konsystorza generalnego we Włocławku, a w następnym roku został awansowany na starszego sekretarza. Od 1904 pracował jako notariusz sądu biskupiego, a od 1906 regens (kanclerz) kancelarii biskupiej. W latach 1902–1907 prowadził zajęcia z języka łacińskiego we włocławskim seminarium. Od 1904 do 1920 był proboszczem w Chełmcach, jednak ze względu na pracę we Włocławku obowiązki parafialne wykonywał miejscowy wikariusz. W latach 1911–1922 kierował tajnym Stowarzyszeniem Kobiet Wspólnej Pracy, które przekształcił w Zgromadzenie Sióstr Wspólnej Pracy od Niepokalanej Maryi. Od 1914 do 1918 redagował „Kronikę Diecezji Kujawsko-Kaliskiej”. W 1906 otrzymał godność szambelana papieskiego, a w 1912 został ustanowiony kanonikiem gremialnym włocławskiej kapituły katedralnej.
Na prośbę biskupa kujawsko-kaliskiego Stanisława Zdzitowieckiego 29 lipca 1918 papież Benedykt XV mianował go biskupem pomocniczym diecezji kujawsko-kaliskiej ze stolicą tytularną Ascalonu. Święcenia biskupie otrzymał 10 listopada 1918 w katedrze włocławskiej. Konsekrował go prymas Edmund Dalbor, arcybiskup metropolita gnieźnieński i poznański, w asyście jego promotora Stanisława Zdzitowieckiego i Antoniego Juliana Nowowiejskiego, biskupa diecezjalnego płockiego. W 1918 został ustanowiony wikariuszem generalnym i wiceoficjałem sądu biskupiego, w następnym roku awansowany na stanowisko oficjała. Od 1928 pełnił funkcję dziekana kapituły włocławskiej. Po śmierci biskupa Władysława Krynickiego od grudnia 1928 do maja 1929 zarządzał diecezją jako wikariusz kapitulny. Był przewodniczącym diecezjalnej komisji konserwatorsko-architektonicznej, a także członkiem diecezjalnych komisji ds. karności kleru, ds. finansowych oraz rady administracyjnej kurii diecezjalnej. Pełnił funkcje przewodniczącego komisji do podniesienia poziomu naukowego i wychowawczego w seminarium duchownym, przewodniczącego komisji budowy Gimnazjum im. Jana Długosza we Włocławku i dyrektora diecezjalnego Papieskich Dzieł Rozkrzewiania Wiary. Zasiadał w komisji ds. drukarni diecezjalnej i księgarni powszechnej, Towarzystwie Dobroczynności i Polskiej Macierzy Szkolnej na Włocławek. Wspierał działalność Związku Misyjnego, Akcji Katolickiej, współpracował ze Związkiem Harcerstwa Polskiego. Przyczynił się do renowacji kościoła katedralnego, uszkodzonego w czasie działań wojennych w 1920, a także osiedlenia orionistów w ubogim Grzywnie. Uczestniczył w posiedzeniach Stowarzyszenia Robotników Chrześcijańskich we Włocławku. W ramach prac Episkopatu Polski od 1931 należał do komisji dla sakramentów świętych, która opracowywała uchwały synodu w Częstochowie.
Pisał artykuły z prawa kościelnego i misjologii, publikowane w „Ateneum Kapłańskim”, „Wiadomościach Pasterskich” i „Kronice Diecezji Kujawsko-Kaliskiej”. Zebrał znaczny księgozbiór pozycji teologicznych, który przekazał m.in. Bibliotece Seminarium Duchownego we Włocławku (557 książek) i Bibliotece Uniwersyteckiej Katolickiego Uniwersytetu Lubelskiego (752 książki). W 1923 otrzymał honorowy doktorat z prawa kanonicznego przyznany przez Kongregację Seminariów i Studiów Uniwersyteckich.
Asystował podczas sakry biskupa diecezjalnego siedleckiego Henryka Przeździeckiego (1918), biskupa diecezjalnego lubelskiego Mariana Leona Fulmana (1918), biskupa pomocniczego warszawskiego Stanisława Galla (1918), biskupa pomocniczego płockiego Adolfa Szelążka (1918) i biskupa pomocniczego poznańskiego Stanisława Kostki Łukomskiego (1920). W 1924 udzielił święceń prezbiteratu późniejszemu prymasowi Polski Stefanowi Wyszyńskiemu.
Zmarł 30 września 1938 w Otwocku, gdzie przebywał na kuracji leczniczej. 4 października 1938 został pochowany w podziemiach katedry we Włocławku.

## Publikacje
Po jego śmierci ukazały się następujące pozycje książkowe:
- Wojciech Owczarek: „Myśli wybrane.” Z notatek rekolekcyjnych ks. biskupa W. Owczarka. Włocławek: 1963. OCLC 836679988. Brak numerów stron w książce
- Wojciech Owczarek (oprac. Margarita Łaska): Ojcowskie rady. Włocławek: 1993. OCLC 830466293. Brak numerów stron w książce
- Wojciech Owczarek: Notatki rekolekcyjne. Włocławek: „Expol” P. Rybiński, J. Dąbek, Spółka Jawna, 2008. ISBN 978-83-89836-66-3. OCLC 297695222. Brak numerów stron w książce
- Wojciech Owczarek (wybór i oprac. Margarita Łaska): Myśli na każdy dzień. Poznań: Flos Carmeli Wydawnictwo Warszawskiej Prowincji Karmelitów Bosych, 2011. ISBN 978-83-62536-32-0. OCLC 833843971. Brak numerów stron w książce

## Proces beatyfikacyjny
Z inicjatywą rozpoczęcia jego procesu beatyfikacyjnego wystąpiło Zgromadzenie Sióstr Wspólnej Pracy od Niepokalanej Maryi we Włocławku, na co Stolica Apostolska wyraziła zgodę 3 listopada 1988, wydając tzw. nihil obstat. Proces na szczeblu diecezjalnym toczył się w diecezji włocławskiej w latach 1988–1995, postulatorem procesu został ks. Tomasz Kaczmarek. Następnie akta procesu zostały przekazane Kongregacji Spraw Kanonizacyjnych w Rzymie celem dalszego postępowania. 2 czerwca 1995 Stolica Apostolska wydała dekret o ważności postępowania diecezjalnego.